# Dolf Sternberger
Dolf Sternberger, né le 28 juillet 1907 à Wiesbaden (Hesse) et mort le 27 juillet 1989 à Francfort-sur-le-Main, est un journaliste puis professeur de philosophie, sociologie, littérature et sciences politiques à l'université de Heidelberg. Il est l'un des fondateurs de la science politique allemande.

## Biographie
Sternberger fait des études de théâtre, d'art, d'allemand aux universités de Kiel et de Francfort. En 1927, il va à l'université de Heidelberg et acquiert une formation philosophique, sociologique et historique. Il est docteur en 1931, avec Paul Tillich, à Francfort-sur-le-Main, avec une thèse sur Être et temps de Martin Heidegger (l'interprétation de la mort).
Dolf Sternberg devient journaliste à la Frankfurter Zeitung, avant d'être radié des listes professionnelles par l'État nazi. À partir de 1945, et jusqu'en 1949, avec Karl Jaspers, Marie-Luise Kaschnitz et Alfred Weber, il publie la revue Die Wandlung. De 1946 à 1966 il écrit des commentaires politiques réguliers dans le Hessischer Rundfunk. En 1947 il est maître de conférences en sciences politiques à l'université de Heidelberg, il est, partir de 1951, responsable d'un groupe de recherche en sciences politiques, et, en 1962, il obtient une chaire de professeur en sciences politiques dans la même université. De 1964 à 1970 il préside le Centre allemand PEN, (il en est le président honoraire de 1971 à 1977).
Rolf Sternberger a reçu la médaille Goethe du pays de Hesse (1967), la Grande Croix du Mérite de l'Ordre du Mérite de la République Fédérale d'Allemagne (1974), le prix de littérature de l'Académie bavaroise des beaux-arts (1977).
Il est inhumé  avec son épouse Ilse Sternberger (1900-1992) au cimetière de Heidelberg.

## Le patriotisme constitutionnel
C'est en 1986 dans le livre qu'il consacre à la légitimité du pouvoir que Dolf Sternberger développe le concept de patriotisme constitutionnel, largement commenté et repris par les philosophes et politologues. C'est une forme de raison civique qui conduit les citoyens à s’identifier à la démocratie et à vouloir la défendre contre ses ennemis. Jürgen Habermas a emprunté à Dolf Sternberger, cette formule du "patriotisme constitutionnel" pour en faire le principe fondateur de la République fédérale d'Allemagne, (tout en le modifiant).

## Publications

### En français
- Panoramas du XIXe siècle traduit de l'allemand par Jean-François Boutout Coll. Le Promeneur, Gallimard, 1996. Le livre a été publié en Allemagne en 1938. Le journal Le Monde[5], lors de sa sortie en France, en rend compte : "le livre est divisé en séquences dont les seuls titres chassent déjà l'ennui que l'on pourrait redouter d'une telle étude : La religion des larmes ; retour du hasard ; le monopole de la girafe ; la fenêtre gênante ".

### En allemand
- Le dictionnaire de l'inhumain : Dolf Sternberger écrit une série d’articles parus entre 1945 et 1948 dans le périodique de Heidelberg, Die Wandlung (La Transformation) sous le titre Aus dem Wörterbuch eines Unmenschen. Ces articles sont republiés en un livre en 1957. L'ouvrage est d'une importance comparable à celui de Victor Klemperer montre Jacques Dewitte dans une étude[6] Alain Rey conclut ainsi sa présentation de ce dictionnaire[7] "il faut pour ce genre de dicos idéologiques et engagés, un auteur soucieux de décrypter les signes du langage et d'en tirer des données pour l'histoire des manipulations de l'opinion... Sternberger était de cette étoffe".

- Grund und Abgrund der Macht. Über Legitimität von Regierungen. Neue, veränderte und vermehrte Ausgabe in fünfzehn Kapiteln (Raison et abîme du pouvoir. À propos de la légitimité des gouvernements. 1986.